# جاكا بيجول
جاكا بيجول (بالسلوفينية: Jaka Bijol)‏ هو لاعب كرة قدم سلوفيني في مركز الوسط ولد في يوم 5 فبراير 1999 في قرية فوزينيتشا في سلوفينيا، يلعب حالياً مع نادي سسكا موسكو في روسيا وسبق له اللعب مع نادي رودار فيلينيه، في سنة 2018 بدأ باللعب مع منتخب سلوفينيا لكرة القدم ويبلغ طوله 184 سم.

## روابط خارجية
- جاكا بيجول على موقع الاتحاد الدولي (مؤرشف)  (الإنجليزية)
- جاكا بيجول على موقع الاتحاد الأوربي (الإنجليزية)
- جاكا بيجول على موقع قاعدة بيانات كرة القدم.إي يو (الإنجليزية)
- جاكا بيجول على موقع ناشيونال فوتبول تيمز (الإنجليزية)
- جاكا بيجول على موقع Soccerway.com (الإنجليزية)
- جاكا بيجول على موقع عالم كرة القدم.نت (الإنجليزية)